# Antje Krause (Informatikerin)

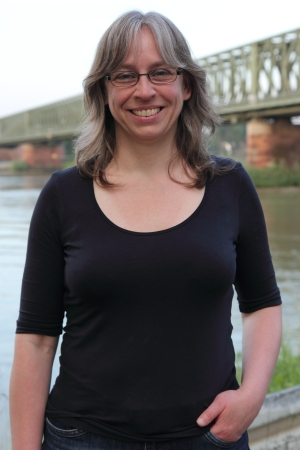
Antje Krause

Antje Krause (* Januar 1966 in Bremervörde) ist eine deutsche Bioinformatikerin und Präsidentin der Technischen Hochschule Bingen.

## Biografie
Krause war nach dem Abitur und einer überbetrieblichen Ausbildung zur Datenverarbeitungskauffrau und Wirtschaftsinformatikassistentin an der Wirtschaftsakademie Lübeck von 1986 bis 1988 zunächst bis 1990 als Programmiererin in Hamburg tätig und studierte danach bis 1996 an der Universität Bielefeld Naturwissenschaftliche Informatik, wo sie 2002 auch promovierte. Nach dem Studium arbeitete sie bis 2001 als Wissenschaftliche Angestellte im Deutschen Krebsforschungszentrum in Heidelberg und im Anschluss bis 2004 am Max-Planck-Institut für molekulare Genetik in Berlin.
Nach einer befristeten Professur an der Technischen Fachhochschule Wildau in Brandenburg ist sie seit 2007 an der Technischen Hochschule Bingen im Fachbereich 2 - Technik, Informatik und Wirtschaft Professorin für Bioinformatik. Von 2008 bis 2012 war sie Sprecherin der Fachgruppe Informatik in den Biowissenschaften des Fachbereichs Informatik in den Lebenswissenschaften der Gesellschaft für Informatik und von 2012 bis 2015 Vizepräsidentin für Forschung und Technologietransfer. Seit dem 7. Oktober 2021 ist sie Präsidentin der Technischen Hochschule Bingen. Sie wohnt in Mainz.

## Politisches Engagement
Krause trat im Dezember 2009 in die Piratenpartei ein und Ende 2014 wieder aus. Bei der Landtagswahl in Rheinland-Pfalz 2011 kandidierte sie für den Wahlkreis Mainz I als Direktkandidatin und erhielt 3,4 Prozent der Wählerstimmen, ferner auf Platz 2 der Landesliste. Die Partei scheiterte aber an der Fünf-Prozent-Hürde.